# Nikolaiturm
De Sankt Nikolaikirche (Sint Nicolaaskerk) was een grote kerk in het centrum van Hamburg, in de Altstadt. Door bombardementen in de Tweede Wereldoorlog is het kerkgebouw veranderd in een ruïne. De 147 meter hoge Nikolaiturm, ooit voor korte tijd het hoogste bouwwerk van de wereld, staat nog overeind. De ruïne behoort tot de markante bezienswaardigheden van de stad.

## Geschiedenis
In de 12e eeuw werd op deze plek een eerste kerk gebouwd en, zoals in veel havensteden, toegewijd aan Sint-Nicolaas, de beschermheilige van zeevaarders. In de 14e eeuw werd de eerste houten kerk vervangen door een stenen gebouw; een drieschepige hallenkerk. De kerk kreeg in 1517 een 135 m hoge toren, die echter in 1589 alweer afbrandde. Daarna kreeg de toren een barokke bekroning.
In 1842 brandde de hele kerk af. Voor een nieuwe kerk werd een ontwerpwedstrijd uitgeschreven. Uiteindelijk werd er een ontwerp gekozen in neogotische stijl. De middeleeuwse gotiek was net weer in de mode. In 1863 kon het kerkgebouw ingewijd worden. De toren kwam in 1874 gereed, en was toen met 147,3 m hoogte het hoogste bouwwerk ter wereld. Die titel ging 2 jaar later alweer naar de Kathedraal van Rouen.
In 1943, tijdens de Tweede Wereldoorlog is de kerk zo zwaar gebombardeerd, dat men ze niet meer wilde opknappen. In 1951 heeft men de laatste muurresten afgebroken. De toren is blijven staan als een gedenkteken, een monument ter gedachtenis aan de verschrikkingen van de oorlog. In de ruïne zijn talrijke beeldhouwwerken met dit thema aangebracht. De crypte is weer in gebruik genomen als tentoonstellingsruimte, gedeeltelijk gewijd aan de geschiedenis van de bouw en verwoesting van de Nikolaikirche, en voor een ander deel aan Operatie Gomorrha, het geallieerde bombardement op Hamburg in 1943. 

## Galerij

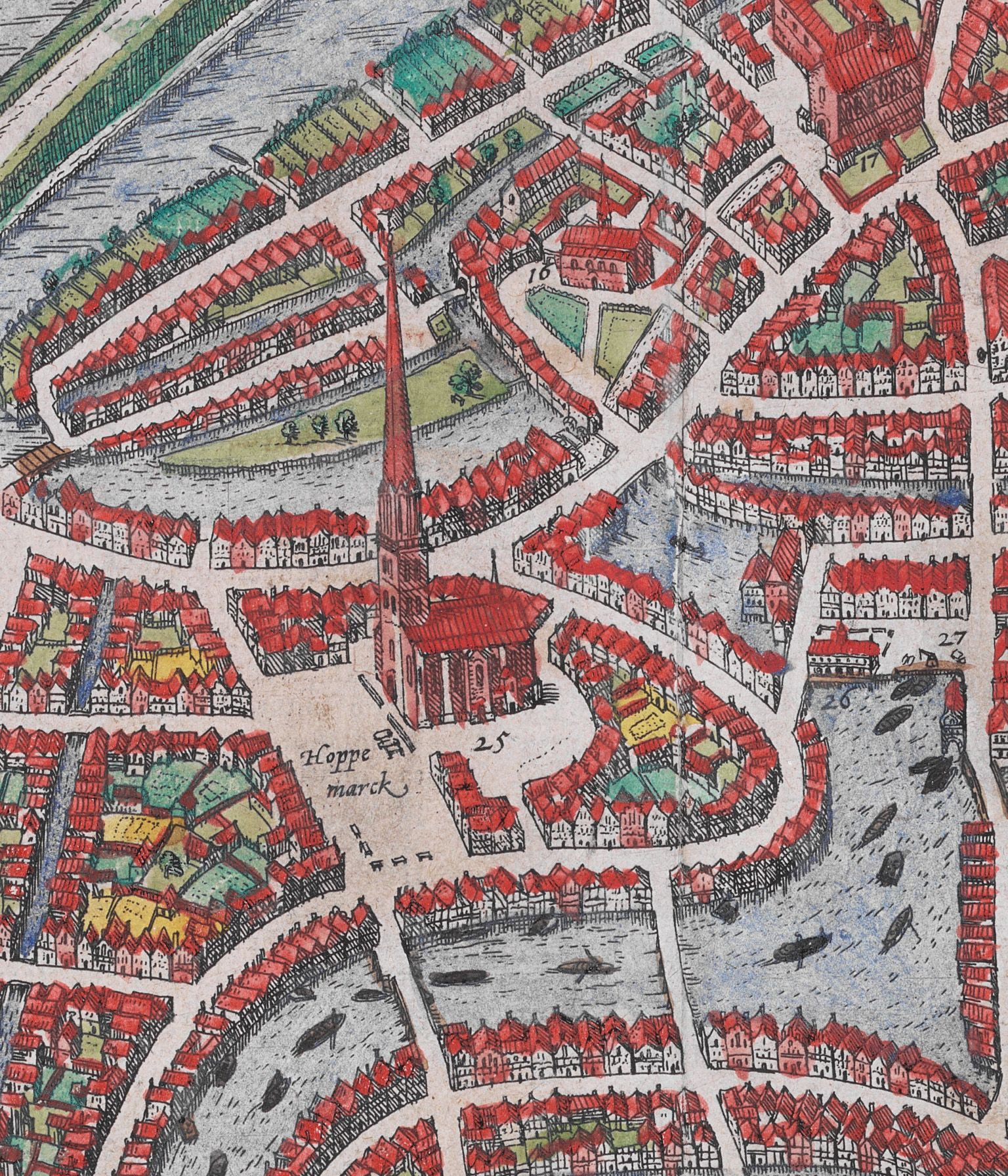
St. Nikolai op kaart van Hamburg (ca.1590), Georg Braun
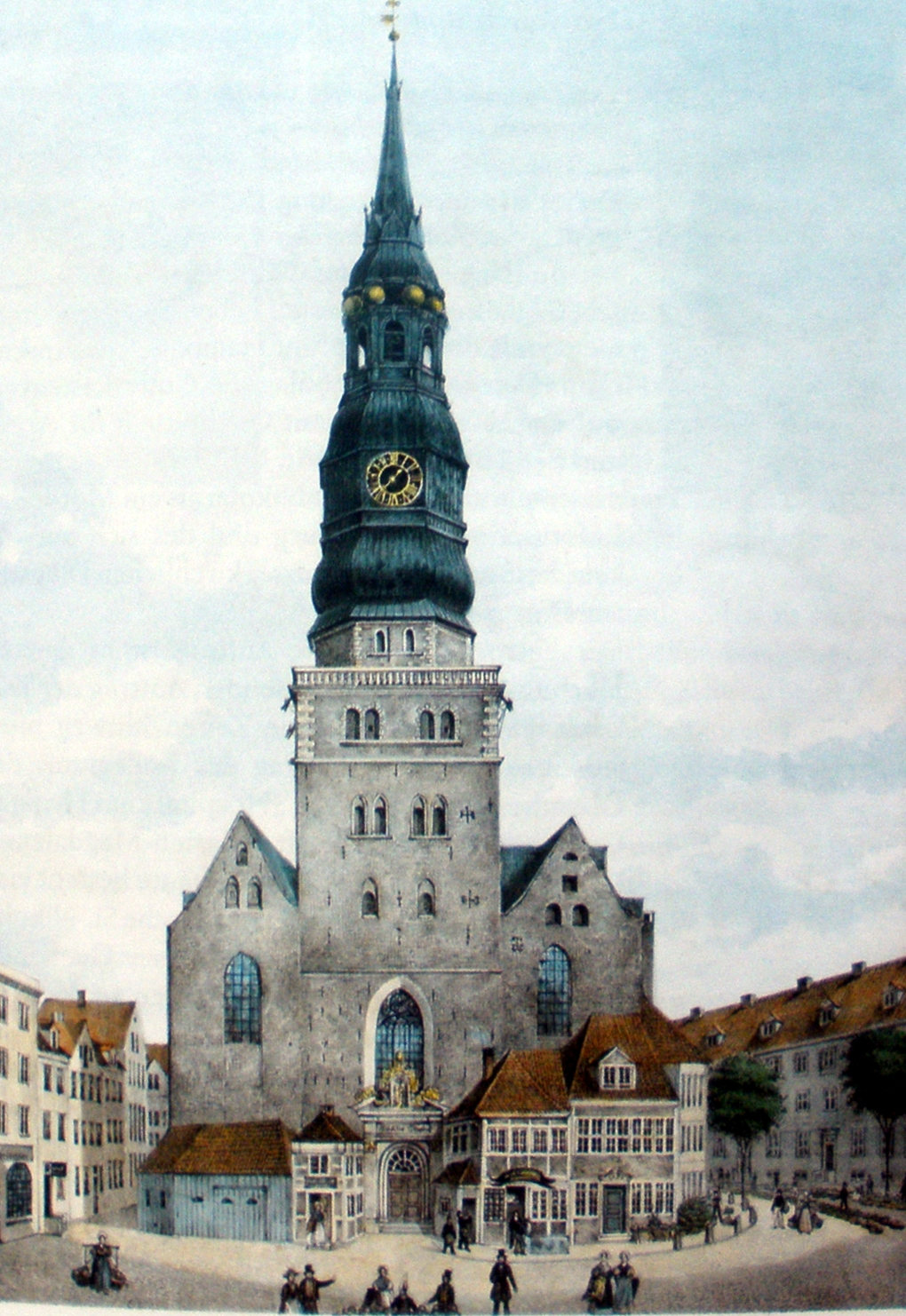
Nikolai-hallenkirche voor de grote brand (ca.1835), Peter Suhr
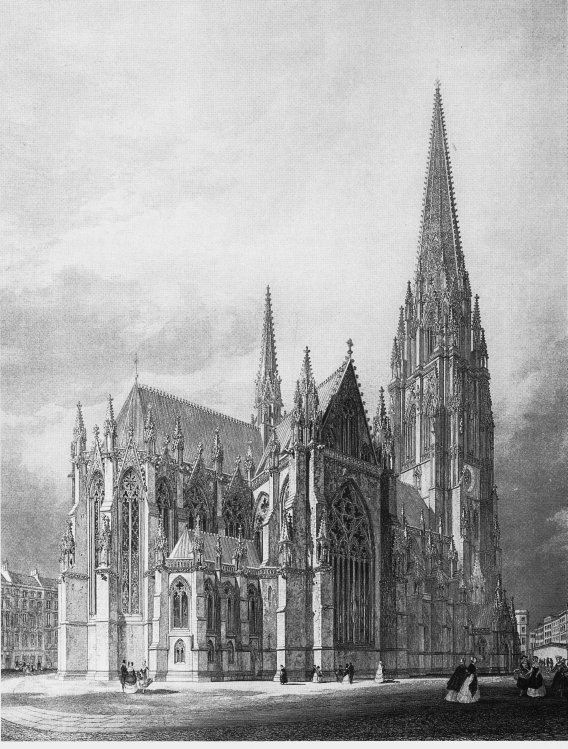
Ontwerp voor de neogotische kerk door George Gilbert Scott uit 1846
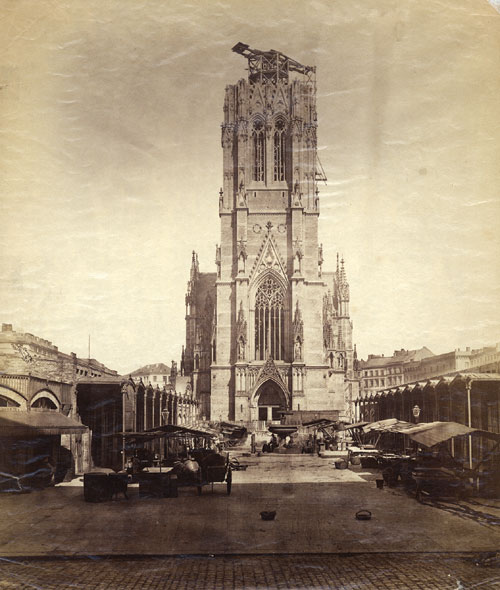
De kerk in aanbouw (1868)
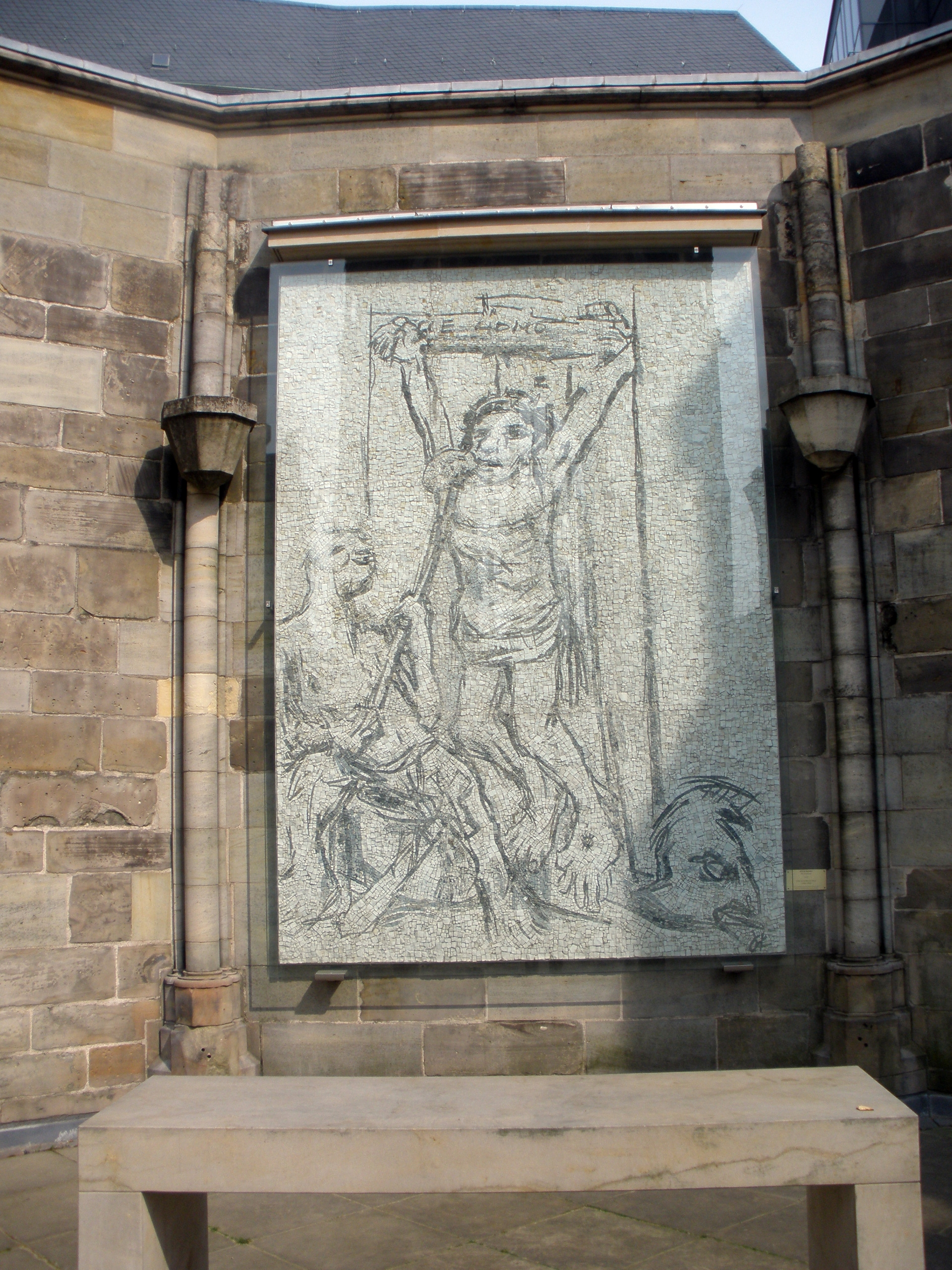
Kunstwerk Ecce homo (Oskar Kokoschka) in de ruïne
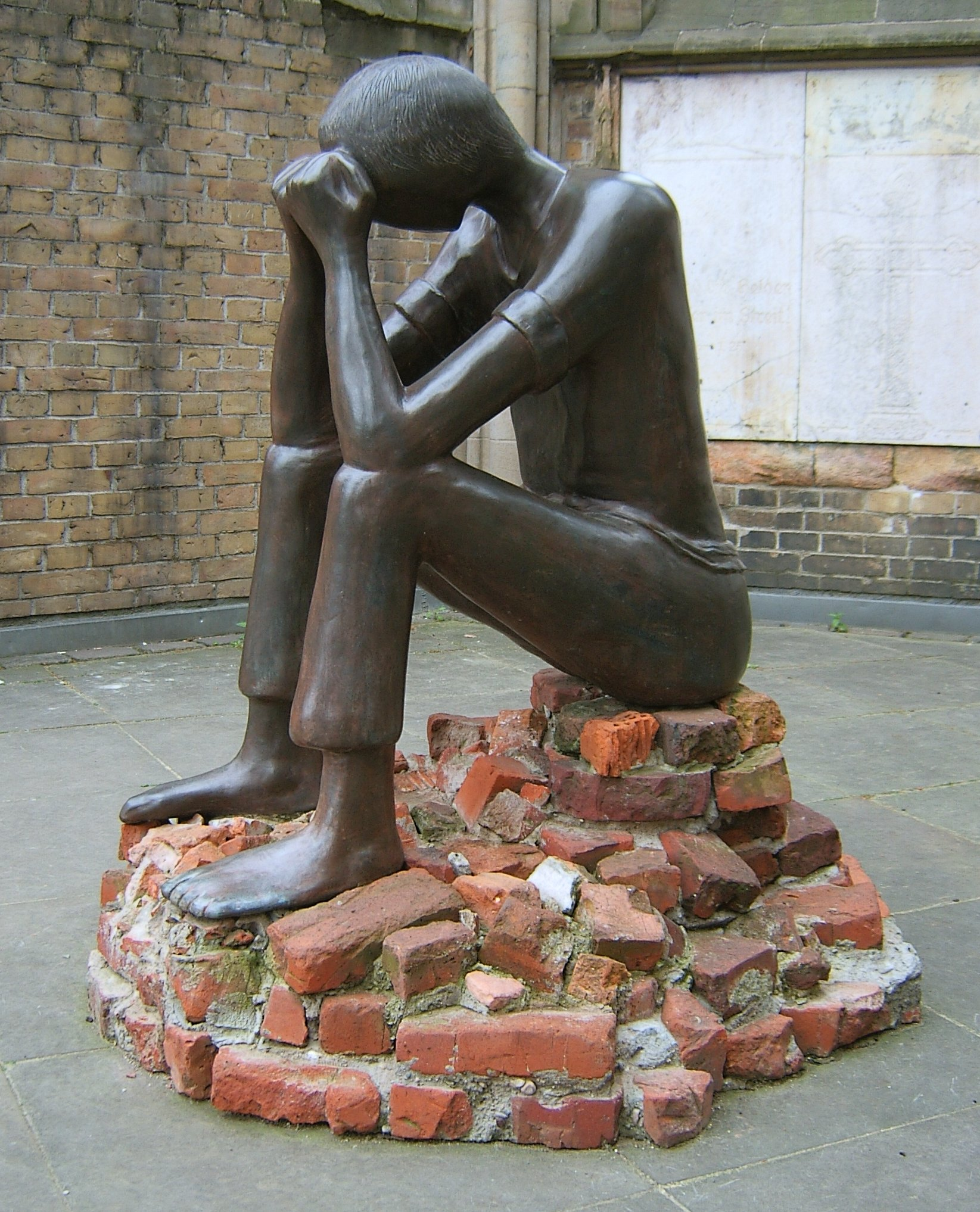
Kunstwerk De beproeving (Edith Breckwoldt, 2004) ter herdenking aan de slachtoffers van Kamp Sandbostel